# Otinkirivier
De Otinkirivier (Zweeds: Otinkijoki) is een rivier die stroomt in de Zweedse  gemeente Pajala. De rivier ontstaat uit het moeras Otinkivuoma van enkele km² groot. De rivier stroomt noordoostwaarts weg. Ze is ongeveer 4 kilometer lang.
Afwatering: Otinkirivier → Lainiorivier → Torne → Botnische Golf